# 拉沙佩勒拉布莱
拉沙佩勒拉布莱（法語：La Chapelle-Rablais，法語發音：[la ʃapɛl ʁablɛ] ⓘ）是法国塞纳-马恩省的一个市镇，属于普罗万区。

## 地理
拉沙佩勒拉布莱（48°30'40"N, 2°58'18"E）面积15.44 平方千米，位于法国法蘭西島大區塞纳-马恩省，该省份为法国北部内陆省份，北起瓦兹省，西接埃松省、马恩河谷省、塞纳-圣但尼省和瓦兹河谷省，南至卢瓦雷省，东南接约讷省，东临马恩省和奥布省，东北接埃纳省。
与拉沙佩勒拉布莱接壤的市镇（或旧市镇、城区）包括：库唐松、博尔德新城、埃舒布兰、丰特纳耶、布里地区拉瓦勒、楠日。

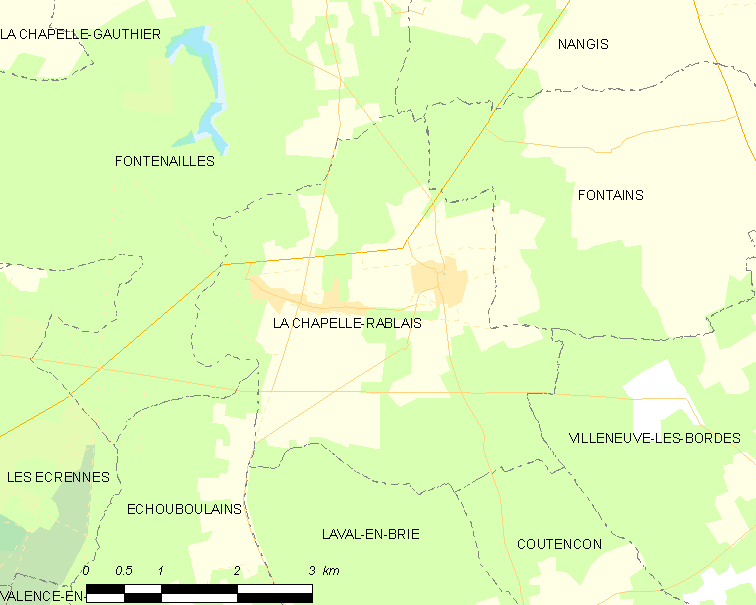
拉沙佩勒拉布莱的OSM定位图

拉沙佩勒拉布莱的时区为UTC+01:00、UTC+02:00（夏令时）。

## 行政
拉沙佩勒拉布莱的邮政编码为77370，INSEE市镇编码为77089。

## 政治
拉沙佩勒拉布莱所属的省级选区为楠日县。

## 人口

1962-2008年间拉沙佩勒拉布莱人口变化图示

拉沙佩勒拉布莱于2022年1月1日时的人口数量为907人。